# Mifamurtide
Mifamurtide é um fármaco utilizado no tratamento de cancro dos ossos, conhecido como osteossarcoma. Atualmente (fevereiro de 2008), está em fase de testes nível III, realizado pela biotecnológica IDM Pharma Inc.
O medicamento mifamurtide (também conhecido como MEPACT®) é usado para tratar pacientes com um tipo raro e agressivo de câncer ósseo chamado osteossarcoma. Ele funciona ativando certas células do sistema imunológico, ajudando o corpo a combater o câncer. Estudos mostraram que é seguro usá-lo junto com a quimioterapia padrão em pacientes de 2 a 30 anos de idade e que pode melhorar os resultados do tratamento caso esse tratamento seja recomendado pela equipe médica que acompanha.